# K-553 Généralissime Souvorov
Pour les articles homonymes, voir Souvorov (homonymie).
Le Généralissime Souvorov (pennant number : K-553, en russe : РПКСН Генералиссимус Суворов (Gueneralissimous Souvorov)) est un sous-marin nucléaire lanceur d'engins de classe Boreï (projet 955A) développé par le bureau d'études Rubin et construit par Sevmash pour la marine russe. Le sous-marin porte le nom d’Alexandre Souvorov.

## Construction et carrière
Le sous-marin a été mis sur cale le 26 décembre 2014. Fin 2015, la coque du sous-marin était terminée. Il a été sorti du hall de construction le 25 décembre 2021 et lancé le 11 janvier 2022. Il a commencé ses essais en mer le 20 juillet 2022.
Le 25 octobre 2022, la première photo du Généralissime Souvorov en essais a été publiée.
Le 1er novembre 2022, il était en cours de préparation pour sa mise en service et le 3 novembre, il a lancé un missile balistique R-30 Boulava depuis une position immergée lors d’essais en mer Blanche. Le missile a frappé avec succès une cible sur le champ de tir de missiles de Kura, dans la péninsule du Kamtchatka. Le 7 novembre, tous ses essais sont terminés et il est en cours de préparation pour sa mise en service
Il a été mis en service le 29 décembre 2022,. Au début de l’année 2023, le sous-marin a été signalé opérant à partir de Severomorsk dans la zone opérationnelle de la flotte du Nord où son équipage poursuivait son entraînement. À la fin de la formation, il aurait commencé en août 2023 son transfert à la flotte du Pacifique, qui s’est achevé le 16 octobre 2023,,.